# Боевые действия в горах

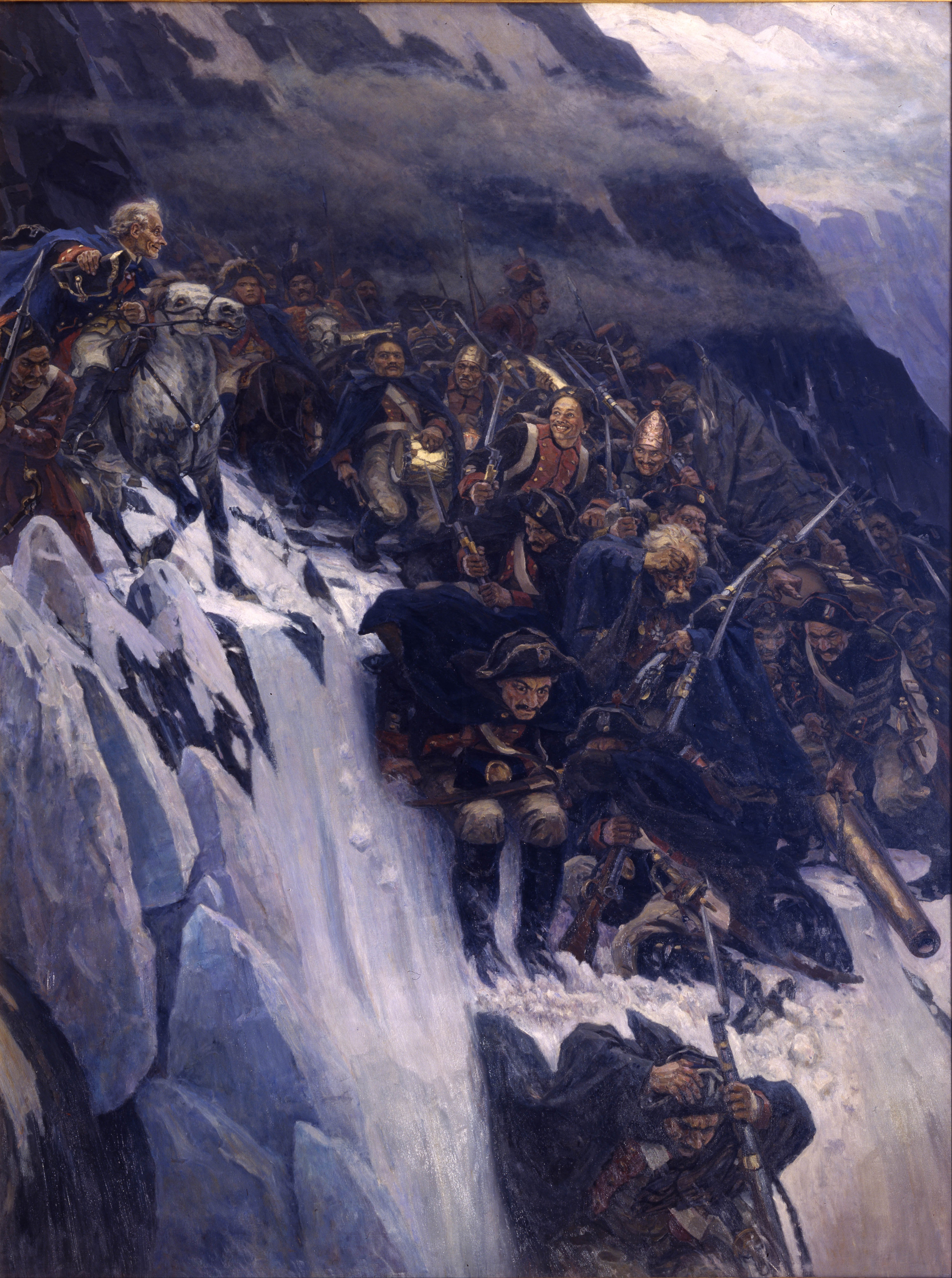
В. И. Суриков, картина «Переход Суворова через Альпы»

Боевые действия в горах или Горная война — боевые (военные) действия (наступление или оборона) в предгорной и горной местности, в целях разгрома (уничтожения) противника и овладения важными районами (рубежами, объектами) на местности или с целью отразить наступление превосходящих сил противника, нанести ему максимальные потери, удержать важные районы (объекты) местности и тем самым создать благоприятные условия для перехода в наступление.
Характер вооружённого противостояния в горах определяют географические и климатические условия высокогорного ландшафта, а сложность боевых действий обусловлена не столько сопротивлением противника, сколько необходимостью ориентироваться, выживать и решать боевые задачи в суровых природных условиях на труднодоступной местности. В уставах и полевых наставлениях война в горной местности рассматривается как боевая активность в особых условиях; ввиду множества специфических особенностей ведение таких действий является прерогативой специально оснащённых и подготовленных горных войск.
Стратегическая и военная ценность горных хребтов (таких как Альпы, Кавказ, Гималаи, Балканы и т. п.) исторически проистекает из того факта, что они являются естественными границами между государствами и культурно-географическими регионами планеты. Вследствие этого, начиная с древнейших времён и заканчивая современностью, горные районы служили ареной, где разворачивались войны и геополитические конфликты самых разных видов, например: швейцарский поход Суворова, Кавказская война XIX века, Битва за Кавказ (1942—1943), Кашмирский конфликт, Афганская война (1979—1989), Карабахский конфликт и т. д.

## Влияние природных факторов

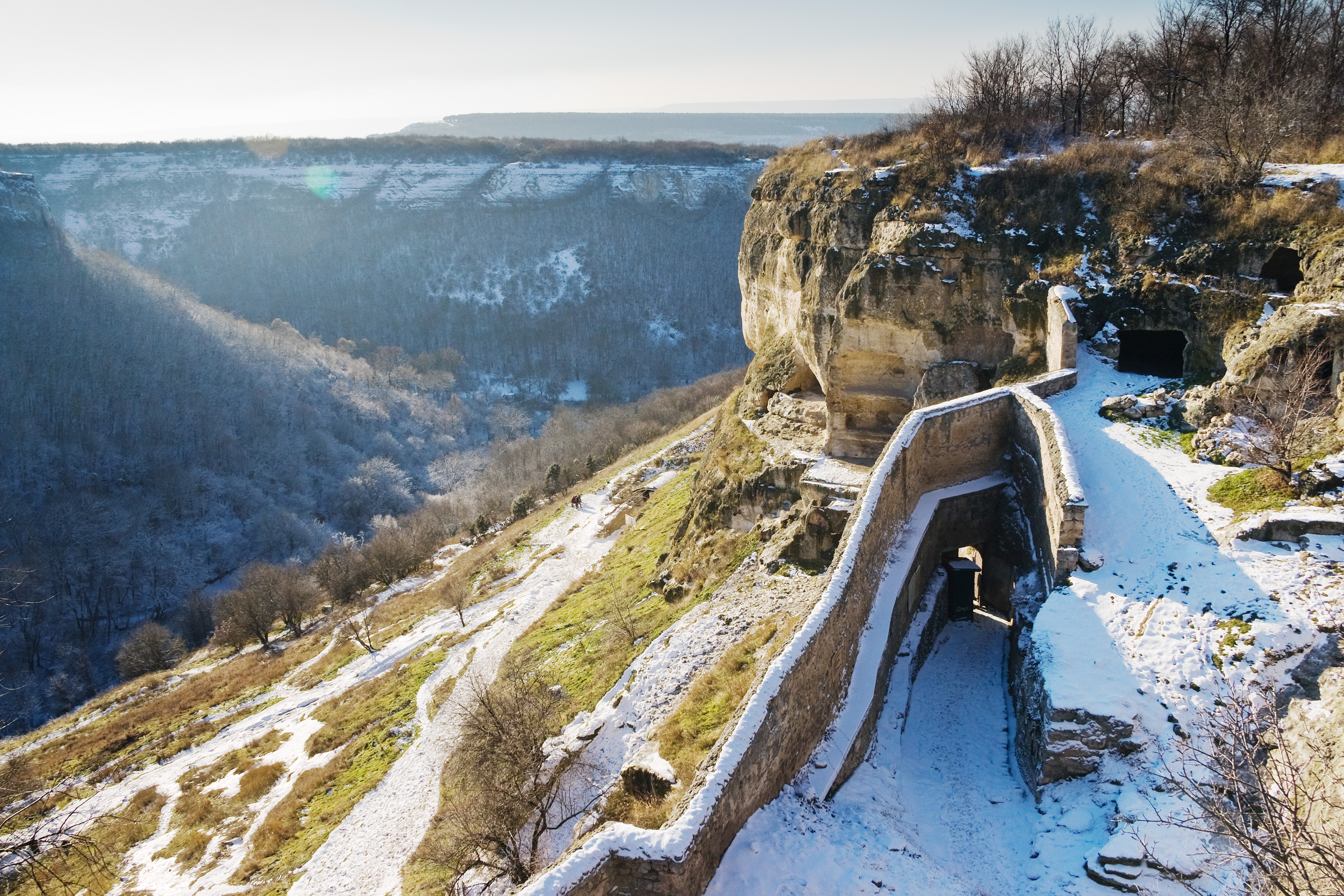
Горная крепость Чуфут-Кале, Крым

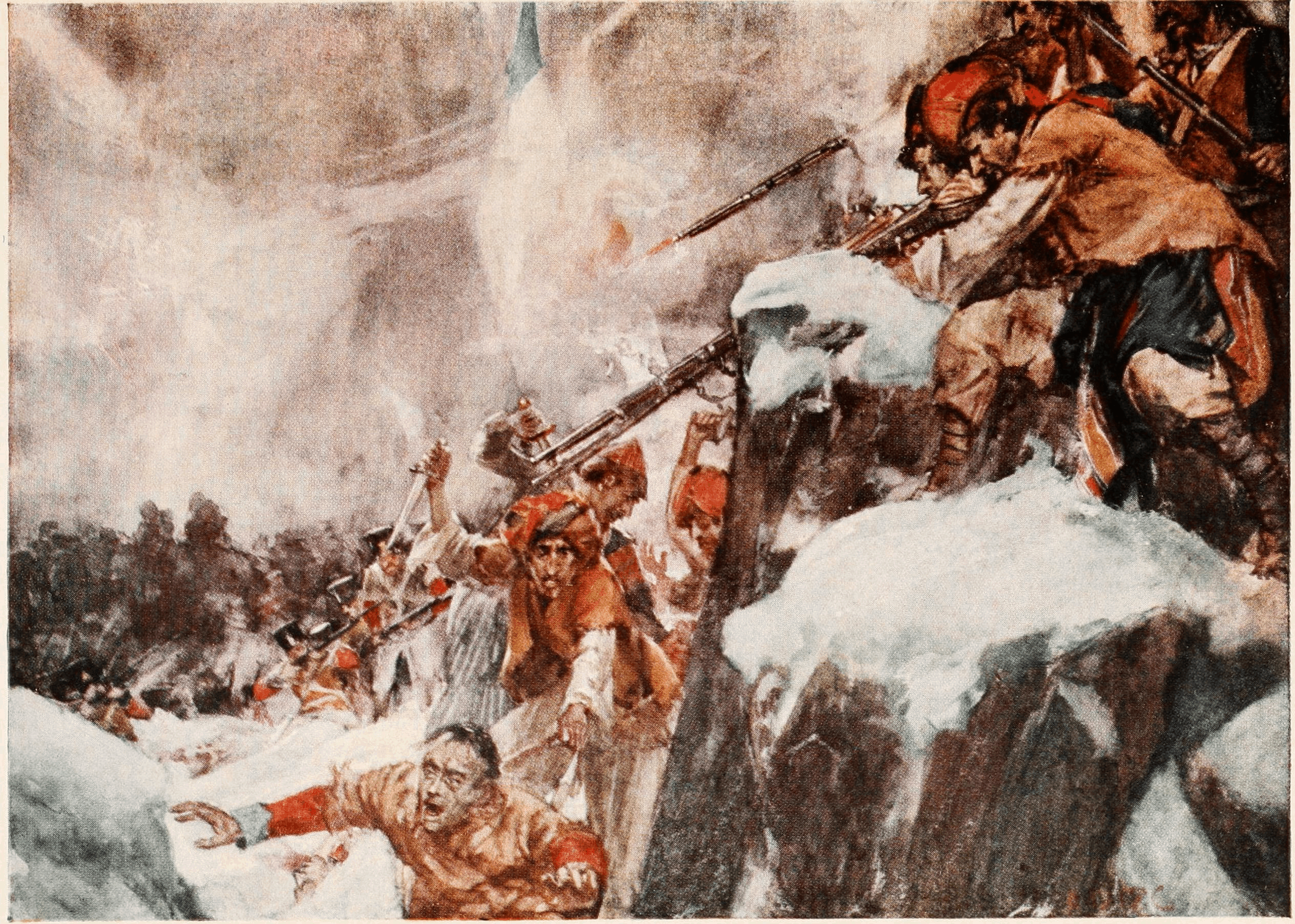
Иллюстрация 1909 года, демонстрирующая отход британских войск из Афганистана

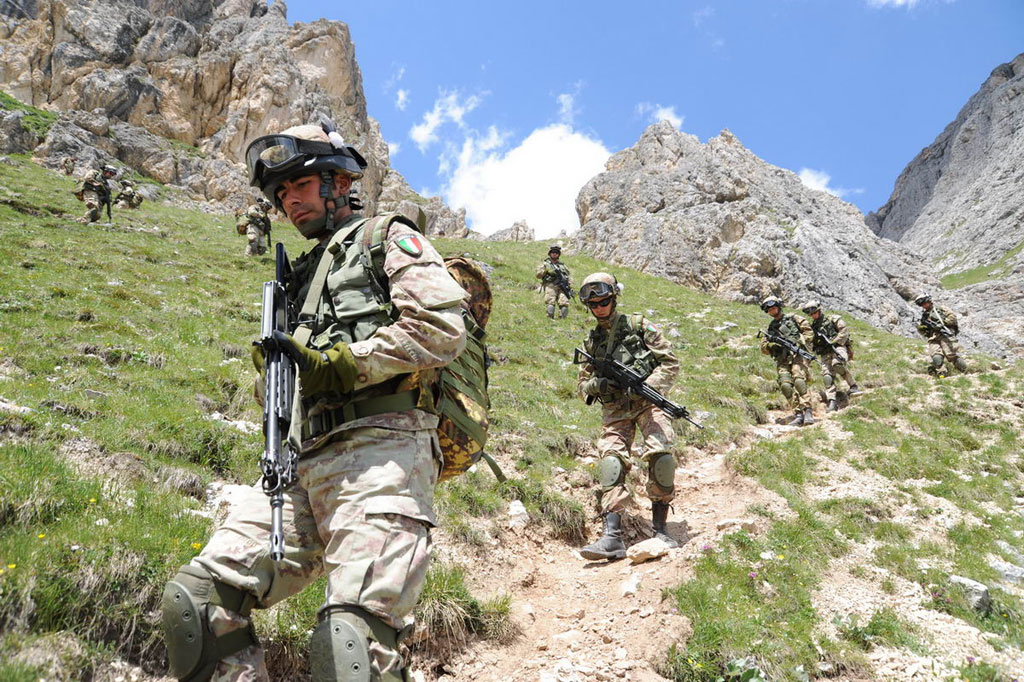
Итальянские альпийские стрелки на учениях

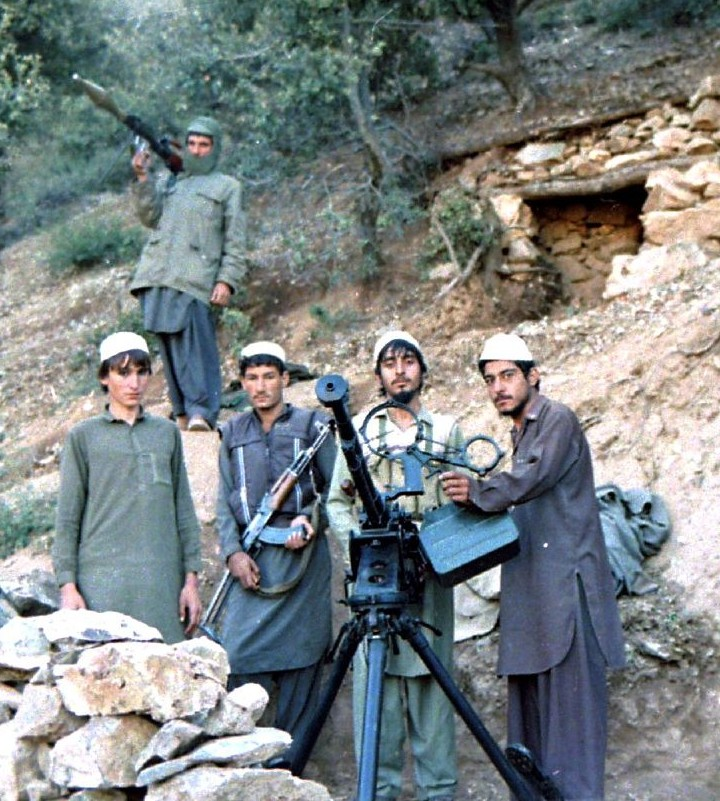
Расчёт крупнокалиберного пулемёта ДШК душманов.

Для горной местности практически в любом географическом регионе планеты обыкновенным является общая труднодоступность, низкое качество инфраструктуры, редкая сеть дорог с недостаточной пропускной способностью и большим количеством крутых подъёмов, опасных участков, узких дефиле, перевалов и т. п. Горная гидрография хорошо развита, реки характеризуется сильным течением, высокими перепадами уровня воды в течение суточного цикла и частыми изменениями формы русла и берегов. Погодные условия переменчивы и труднопредсказуемы, при этом общая климатическая обстановка, как правило, определяется не географическими координатами данного района, а направлением горных хребтов относительно господствующих атмосферных потоков. Ландшафт каждого горного театра боевых действий уникален и разнообразен, однако всё разнообразие видов горного рельефа условно можно разделить на:
- низкие горы с абсолютными высотами 500—1000 м, которые мало чем отличаются от холмистого равнинного ландшафта,
- средние в диапазоне высот 1000—2000 м, характеризуются чётко выраженными горными геоморфологическими особенностями рельефа: долинами, хребтами, ущельями и т. п.,
- высокие с высотами более 2000 м, особенностью которых являются суровый климат, сложная метеорологическая обстановка и исключительно изрезанный скальный рельеф с крутыми склонами, осыпями, ледниками и вечными снегами.

При этом общей тенденцией с ростом высоты является снижение атмосферного давления, температуры воздуха и его плотности, а также рост общего количества осадков и скорости ветра. В военных руководствах были даже закреплены некоторые эмпирические закономерности, а именно с увеличением высоты на каждые 100 м:
- температура понижается на 0,6° С,
- атмосферное давление падает на 8—10 мм,
- плотность воздуха уменьшается на 1,2 %,
- общий средний поток солнечной радиации увеличивается на 1—2 %, при этом поток жёсткого ультрафиолета возрастает на 5—10 %[7],
- продолжительность зимнего сезона с плотным снежным покровом удлиняется на 8—10 дней.

Температура кипения воды в среднем снижается на 3,2° на каждые 1000 м, что ведёт к росту её потерь из-за испаряемости.
Для погодных условий в горах типичным является высокая норма осадков (в 1,5—2 раза больше, чем на равнине) с частыми туманами и ливнями в тёплый период и сильными морозами зимой. Обычным явлением считаются резкие температурные контрасты в тени и на солнце (до 10 °C), а также днём и ночью (до 20 °C); причём скачок температуры может наступить после захода/восхода солнца, смены направления ветра, возникновения незначительной облачности и т. д. Направление атмосферных потоков определяется характером подстилающей местности, при этом их скорость на вершинах и на открытых гребнях хребтов, как правило, выше, а с ростом скорости сила ветра возрастает по закону геометрической прогрессии. Также в силу этих причин в горах высока вероятность быстрой перемены погоды, возникновения ураганов и гроз.
Высокогорный воздух прозрачнее, чем на равнинах, что нередко приводит к ошибкам при оценке расстояния до горных ориентиров. Общим правилом считается, что при оценке расстояния до целей сверху оно кажется большим, а до объектов снизу — меньшим. Оптический обман может также возникнуть при наблюдении за местностью, которая залита солнцем: из-за обилия складок местности и резких теней такие участки, как правило, кажутся гораздо ближе, чем на самом деле. В целом определение географических координат в горной местности требует в 1,5—2 раза больше времени, чем в обычных условиях.
При движении в горах нельзя забывать, что на открытых скальных участках встречается много мест, где возможны камнепады. В зимний период на склонах крутизной 15—30° при толщине снежного покрова 0,3—0,4 метра высока вероятность схода лавин, которые особенно часто случаются в первые два-три дня после снегопада. При преодолении подобных склонов крайне желательно использовать страховку и поддерживать зрительную связь друг с другом.
Продолжительное нахождение на высоте у нетренированного человека приводит к падению уровня кислорода в крови, что выражается в учащённом сердцебиении на высотах более 2000 метров, а на высотах более 3000 метров может привести к массовым случаям высотной болезни с симптоматикой в виде отсутствия аппетита, головных болей, тошноты, бессонницы и раздражительности. Солнечная радиация может вызвать долговременные проблемы со зрением (офтальмию) и ожоги кожи. На высотах более 5000 метров резко снижается острота слуха и понижается цветовая чувствительность сетчатки глаз вплоть до проблем с различением цветов. Особенно сильное влияние на человека может оказать комбинация различных отрицательных факторов, например — холода и высокой влажности, когда случаи обморожения фиксировались даже при температурах +6—8 °C.
Высотные факторы также оказывают существенное влияние на режимы работы боевой и транспортной техники, приводя к падению мощности двигателей (до 30 %) и, как следствие, к снижению общих темпов движения. При этом отмечается рост расхода топлива (на снежной дороге до 75 %), увеличение потерь воды в радиаторных системах и повышенный износ материально-технической части. В горных районах, по сравнению с равнинными, грузоподъёмность автомашин может снизиться на 20—25 %, а средняя скорость упасть примерно в два раза. Движение на машинах по горным дорогам вызывает повышенную утомляемость водительского состава не только из-за недостатка кислорода в воздухе, но и из-за необходимости частого торможения и переключения передач. Значительная часть дорог в горной местности значительно уже, чем на равнинной, что затрудняет использование тяжёлой автомобильной техники с большим радиусом разворота.
Применение химического оружия в горах имеет некоторую специфику. С одной стороны, стойкость отравляющих веществ сильно зависит от температуры воздуха, высоты над уровнем моря и интенсивности солнечной радиации, а с другой — использование средств индивидуальной защиты может спровоцировать обострения горной болезни у личного состава. Движение в противогазах на высотах более 1000 метров и температуре более 30 °C становится крайне затруднительным.
Особые сложности горный рельеф местности создаёт для использования радиотехнических и радиолокационных систем в связи с уменьшением их зон устойчивой работы и проблемами с топографической привязкой. Помимо этого, каменистая подстилающая местность в значительной степени поглощает и рассеивает радиоволны, а наличие высокого уровня атмосферных помех только усугубляет ситуацию. Из-за того, что горные склоны могут оказывать экранирующее действие на работу систем УКВ-диапазона, может возникнуть необходимость в установке дополнительных радиорелейных и ретрансляционных пунктов. В целом развёртывание любых подразделений и боевой техники также требует значительно большего времени, чем в обычных условиях (1,5—2 раза).

## Ведение боевых действий

### Общие положения

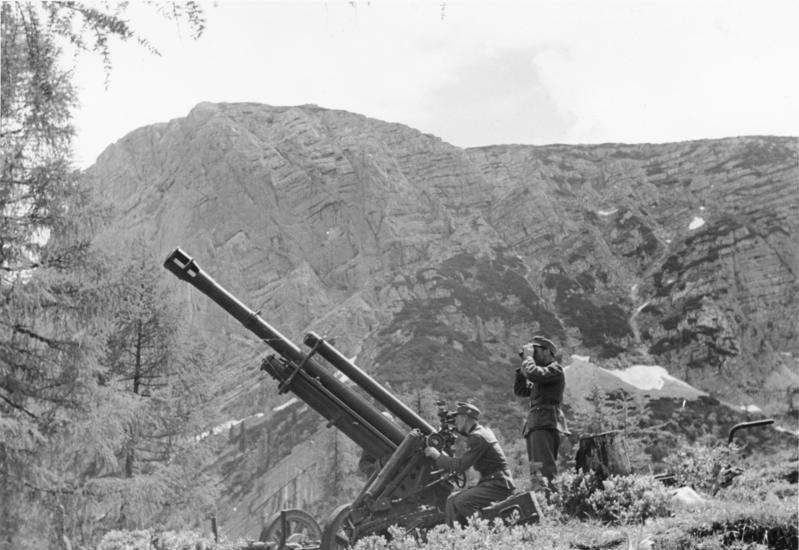
Немецкие альпийские стрелки (егеря) с горной гаубицей 10,5 cm Gebirgshaubitze 40 в горах Дахштайна (Австрия), 1941 год

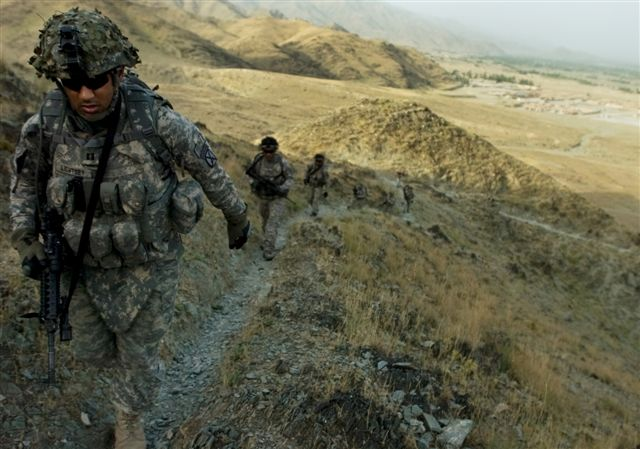
Военнослужащие 1-го батальона 32-го пехотного полка 10-й горной дивизии ВС США на марше в провинции Кунар (Афганистан)

Сложный рельеф местности разобщает воинские части, ограничивает манёвр, обзор и зрительную связь, затрудняет взаимодействие и наблюдение, создавая большое количество непростреливаемых зон и скрытых подступов. В таких условиях устойчивая линия фронта обычно отсутствует, а боевые действия ведутся мелкими подразделениями и носят разобщённый характер, что выдвигает повышенные требования к индивидуальной подготовке рядового и младшего командного состава. Особую ценность приобретает захват и удержание доминирующих высот, а также элементов транспортной инфраструктуры: дорог, мостов, переправ, перевалов и т. п.. В большинстве ситуаций использование тяжёлой бронетехники не находит достаточного оперативного простора и ограничивается танкодоступными окрестностями дорожной сети. Помимо этого, углы возвышения и склонения у многих артиллерийских систем (например, 73-мм «Гром» на БМП-1 или 85-мм Д-44) считаются явно недостаточными для ведения эффективного огня по вершинам. Вместе с тем отмечается, что специфика действий в горной местности благоприятствует кавалерийским и вьючно-транспортным подразделениям, которые в значительно меньшей степени зависят от наличия топлива и дорожной инфраструктуры, чем механизированные части. Например, в составе 5-й мотострелковой бригады вооружённых сил Республики Казахстан был создан конный горно-егерский батальон. Также имеется информация, что аналогичные формирования успешно действуют во внутренних войсках МВД России, в пограничной службе ФСБ России, а также в 34-й и 55-й отдельных мотострелковых горных бригадах российских вооружённых сил.
При планировании боевых действий в горных условиях в отечественной военной традиции отдаётся предпочтение отрядно-групповой тактике, в рамках которой обеспечивается рассредоточенное и гибкое боевое построение, приспособленное для действий не только в горах, но и на равнинах, в лесистой местности и в пределах населённых пунктов. При таком подходе основными тактическими элементами построения являются отряды на основе мотострелковых батальонов, усиленных танками, инженерными подразделениями, артиллерией, огнемётами (РХБЗ), миномётами, с приданием им корректировщиков артиллерийского огня и авиационных наводчиков. Помимо отрядов, определённая тактическая ниша в боевом построении отводится войсковым маневренным разведывательно-поисковым, вертолётно-рейдовым, ударно-огневым, блокирующим группам, бронегруппам, инженерным группам разграждения и подвижным группам минирования на вертолётах. Такая тактика возникла на основе опыта боевых действий на Северном Кавказе в условиях необходимости противостоять незаконным вооружённым формированиям, которые делали ставку на мобильные огневые группы, вооружённые пусковыми установками ПТУР, крупнокалиберными пулемётами, гранатомётами, миномётами на шасси автомашин повышенной проходимости. На открытой местности такие огневые группы уклонялись от прямого противостояния, но широко использовали неожиданные налёты, засады, ночные вылазки, применяли методы минной войны и т. п. Это заставляло принять меры по сокращению времени реакции на их действия, а также по увеличению точности определения координат и подготовки данных для эффективного подавления мобильных групп НВФ артиллерийским огнём.
По представлениям американского командования организации боевых действий в горной местности должна оставаться в рамках традиционной концепции общевойскового боя, но с рядом существенных особенностей. Одна из основных — общая децентрализация управления подразделениями, что, с одной стороны, предполагает самостоятельность и инициативность командиров младшего и среднего звена, с другой — требует от штабных офицеров тщательного прорабатывания любых деталей предстоящих боевых операций в соответствии со сложившейся обстановкой. Хотя децентрализованное управление частями выстраивается на общих принципах, тем не менее, для обеспечения устойчивой связи рекомендуется выносить пункты управления всех командных инстанций ближе к своим подразделениям. Поскольку сильная пересечённость местности в горах исключает введение в бой крупных масс войск, то основной единицей становится усиленный стрелковый батальон. Из особенностей применения средств огневой поддержки выделяют то, что допускается начало артподготовки на разных направлениях в разное время; при этом, как правило, используется метод последовательного сосредоточения огня. Там же отмечаются сложности с использованием в горной местности бронетехники и увеличение роли подразделений, оснащённых вертолётами, которые могут быть использованы для разведки, связи, доставки грузов, высадки десантов и т. д..

### Подготовка и организационные особенности

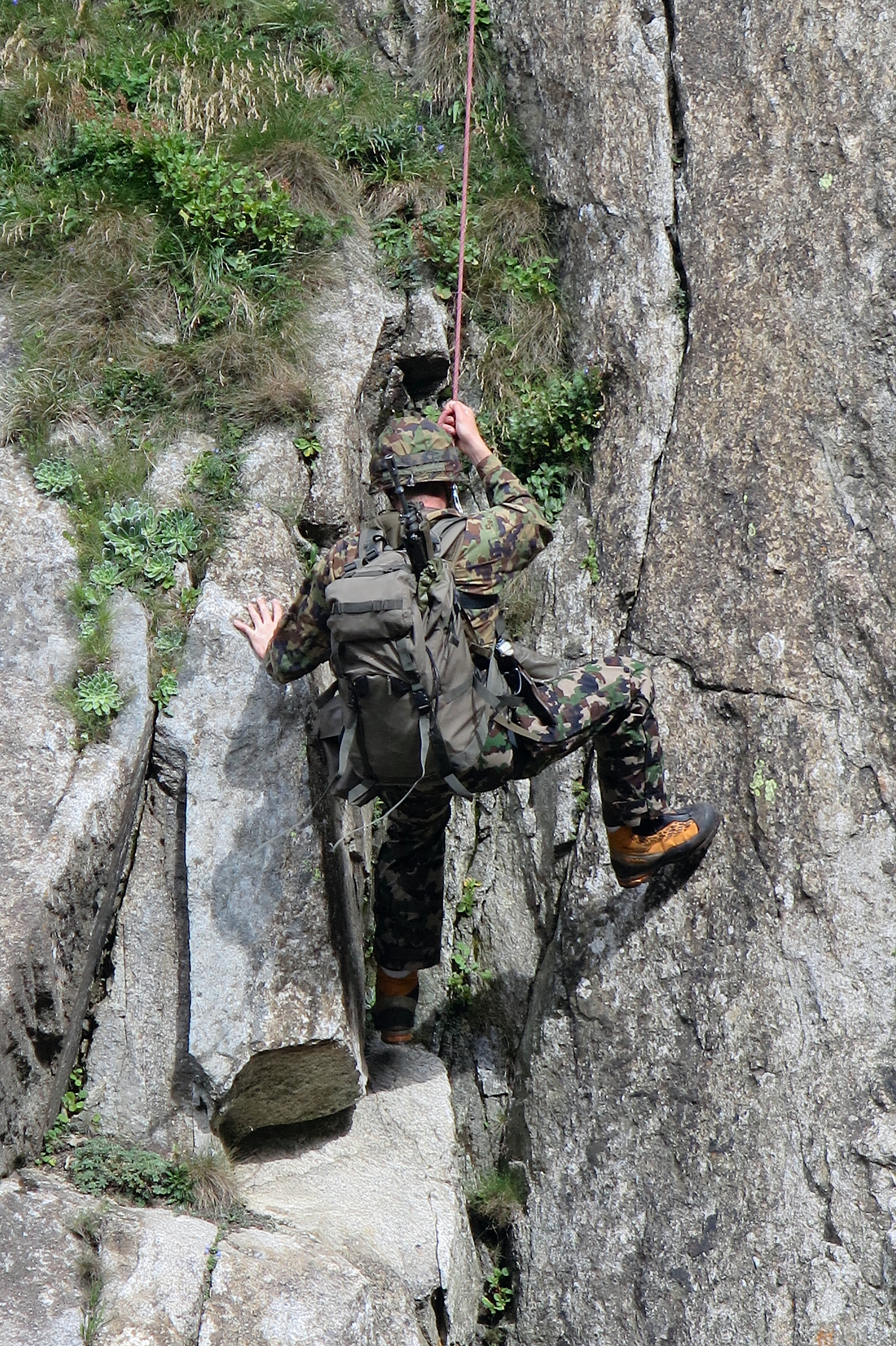
Швейцарский военнослужащий на тренировке в Альпах (2014)

Оснащение личного состава, действующего в горной местности, даже в жаркое время года должно включать в себя утеплённые палатки, тёплую одежду, рюкзаки с подвесной системой и герметичными отделениями, элементы альпинистского снаряжения (скальные и ледовые крючья, ледорубы, шлямбуры, альпинистские верёвки и т. д.), дополнительные медикаменты и стимуляторы. Крайне желательно обучение личного состава навыкам и приёмам:
- ориентирования в горах, особенно в ночное время суток и в условиях тумана,
- организации маршей по горной местности[5] и сплава по горным рекам[3][19],
- преодоления горных препятствий: крутых склонов, ледников, осыпей, рек и т. п.
- ведения действенного огня из различных видов оружия по целям на больших углах возвышения[8],
- приёмам самостоятельного оказания медицинской помощи при обморожениях, солнечных ударах и ожогах, горной болезни, травмах и т. п.
- использования естественных укрытий (скал и пещер) в целях обустройства военно-походного быта.

Ввиду того, что в горах боевые соприкосновения часто происходят на удалённых и труднодоступных участках в отрыве от главных сил, необходимо обеспечить тактическую и огневую автономность частей.
Исходя из опыта вооружённых конфликтов на Северном Кавказе, эта задача решалась развёртыванием сводных тактических групп по функциональному назначению (рейдовых, разведывательных, штурмовых, поисковых и т. п.). Помимо этого, были проведены реструктуризация и переоснащение тыловых частей и подразделений обеспечения (инженерных, связи, РХБЗ и т. п.) таким образом, чтобы они могли самостоятельно решать задачи «самообороны» от диверсантов.
С другой стороны, по опыту боевых столкновений в Афганистане штатная структура подразделений ОКСВА была существенным образом изменена. В мотострелковых ротах появился дополнительный пулемётно-гранатомётный взвод в составе 20 человек на двух БТР-70, вооружённый тремя едиными пулемётами ПКМ на сошках и тремя автоматическими гранатомётами АГС-17. В мае 1985 года была проведена реорганизация: один из гранатомётов АГС-17 был заменён на крупнокалиберный пулемёт НСВ-12,7. Ввиду того, что на горной местности возможности артиллерии ограничены, то пулемётно-гранатомётный взвод в подчинении командира роты решал задачи непосредственной огневой поддержки, реализуя проникающий (НСВ-12,7), навесной (АГС-17) и огонь на подавление (ПКМ).

### Оборонительные действия

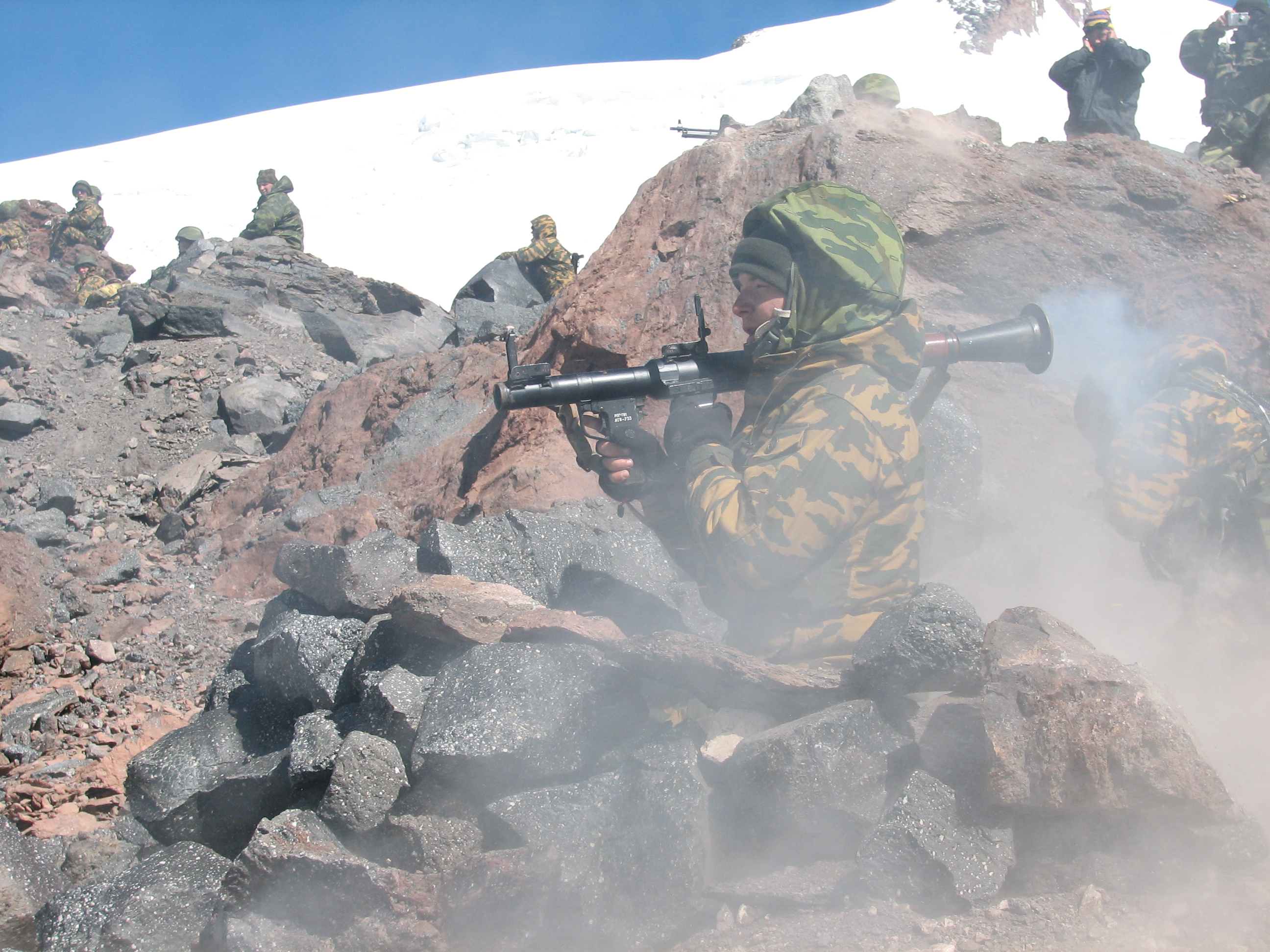
Бойцы 33-й горной бригады ведут учебный бой на высоте 4500 метров
(август 2007)

При организации обороны горный рельеф, с одной стороны, способствует созданию плотной многоярусной системы огня с возможностью маневрировать им перед фронтом, по флангам и в глубине. С другой стороны, сильная изрезанность горных склонов, наличие скрытых проходов, ущелий и кулуаров благоприятствует проведению обходных манёвров для ударов в тыл обороняющимся. Ширина оборонительной полосы для полка (бригады) может достигать 25—30 км, полоса обороны батальона 5—10 км, а ширина фронта ротного опорного пункта 2,5—3 км.
В соответствии с боевыми уставами войск США, передний край оборонительной линии выстраивается вдоль наиболее тактически выгодных естественных рубежей (рек, хребтов и т. п.). Перед ним размещаются позиции общего и боевого охранения, а также частей прикрытия, задача которых — установить боевой контакт с противником на предельном расстоянии от главной оборонительной линии, максимально задержать подход к ней и, по возможности, спровоцировать его попадание в заранее подготовленные огневые мешки. Ущелья, как правило, обороняются с высот, расположенных у их входа, при этом основные силы размещаются на их скатах так, чтобы был возможен охват всего пространства под ними. На скрытых подступах, на флангах и в глубине обороны подготавливаются позиции для засад, населённые пункты в глубине своих порядков укрепляются и подготавливаются к круговой обороне; в местах, удобных для высадки вражеских десантов, выставляются минные поля и инженерные заграждения. Применение оружия массового поражения (ядерного, химического и т. п.) рекомендуется против противника в узких долинах, на перевалах, а также по тем объектам, разрушение которых может вызвать лавины, завалы и обрушения, затрудняющие манёвр и продвижение врага.

### Наступательные действия
Как правило, наступательные действия в гористой местности проводятся по отдельным направлениям, вдоль долин, дорог и хребтов; их организация начинается с выявления вражеских огневых точек, уточения их секторов обстрела и мёртвых зон между ними. Кроме этого, выясняются положения укрытий, условия огневого взаимодействия вражеских опорных пунктов, система заграждений перед ними и степень её преодолимости. Организация боевого порядка наступающих войск должна предусматривать возможность отрыва отдельных подразделений от основных сил; при этом обязательно наличие сильных резервов, так как динамика боевого контакта в горной местности труднопредсказуема и полна неожиданностей. Американские военные специалисты при проведении наступательных операций отдают предпочтение охватам войск противника для нанесения ударов в тыл или по флангам. При этом практически единодушно отмечается, что особую ценность приобретают аэромобильные и десантные подразделения, которые, высадившись в оперативном тылу, могут легко изолировать район боевых действий и пресечь подход вражеских резервов.
При атаке вражеских оборонительных позиций на перевале рекомендуется вначале захватить одну из высот, господствующих над ним, а затем атакой во фланг уничтожить позиции на седловине. При атаке вершины с многоярусным расположением огневых точек должно быть отработано взаимодействие со средствами огневой поддержки для того, чтобы в то время, когда штурмовые части подступают к нижним ярусам обороны, артиллерийский огонь вовремя переносился вверх.

## Тактические особенности
- В горных районах не так уж много удобных путей движения: троп, дорог, пологих берегов рек и ровных долин. При ведении разведки в таких местах не рекомендуется пользоваться наиболее комфортными маршрутами ввиду риска попасть в засаду или на минное поле[22][23],
- Не рекомендуется также перемещаться по линии гребня хребтов, так как они обычно хорошо просматриваются не только с соседних вершин, но и снизу[22].
- Ввиду того, что горные дороги узки и во время марша по ним крайне трудно реорганизовать порядок походной колонны, то она строится таким образом, чтобы иметь возможность с ходу вступить в бой[5].
- При пешем переходе с использованием вьючных животных нельзя забывать, что скорость их движения изменяется прямо противоположно скорости шагающего человека: на подъёмах она увеличивается, а на спусках — снижается[4].
- В пешей походной колонне в её голову рекомендуется выставлять самого низкорослого военнослужащего, который будет задавать удобный общий темп движения[24].
- Эффективность использования ночных прицелов и приборов ночного видения увеличивается в полнолуние, что определяет начало для наиболее удобного периода времени проведения ночных разведывательно-поисковых действий за 10 дней до полнолуния и конец — через пять дней после[25].

## В искусстве и массовой культуре
Боевым действиям в горах Северного Кавказа во время Великой Отечественной войны посвящена песня Владимира Высоцкого «Мерцал закат как сталь клинка…».

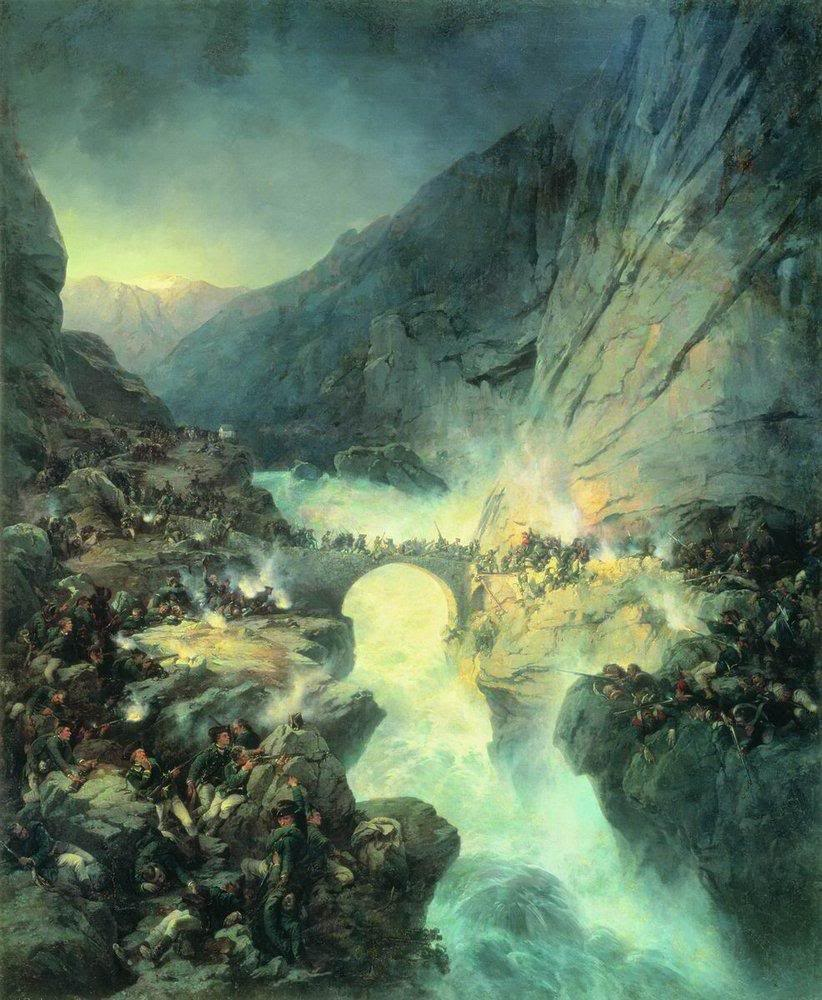
Бой на Чёртовом мосту 14 сентября 1799 г. А. Е. Коцебу, XIX в.
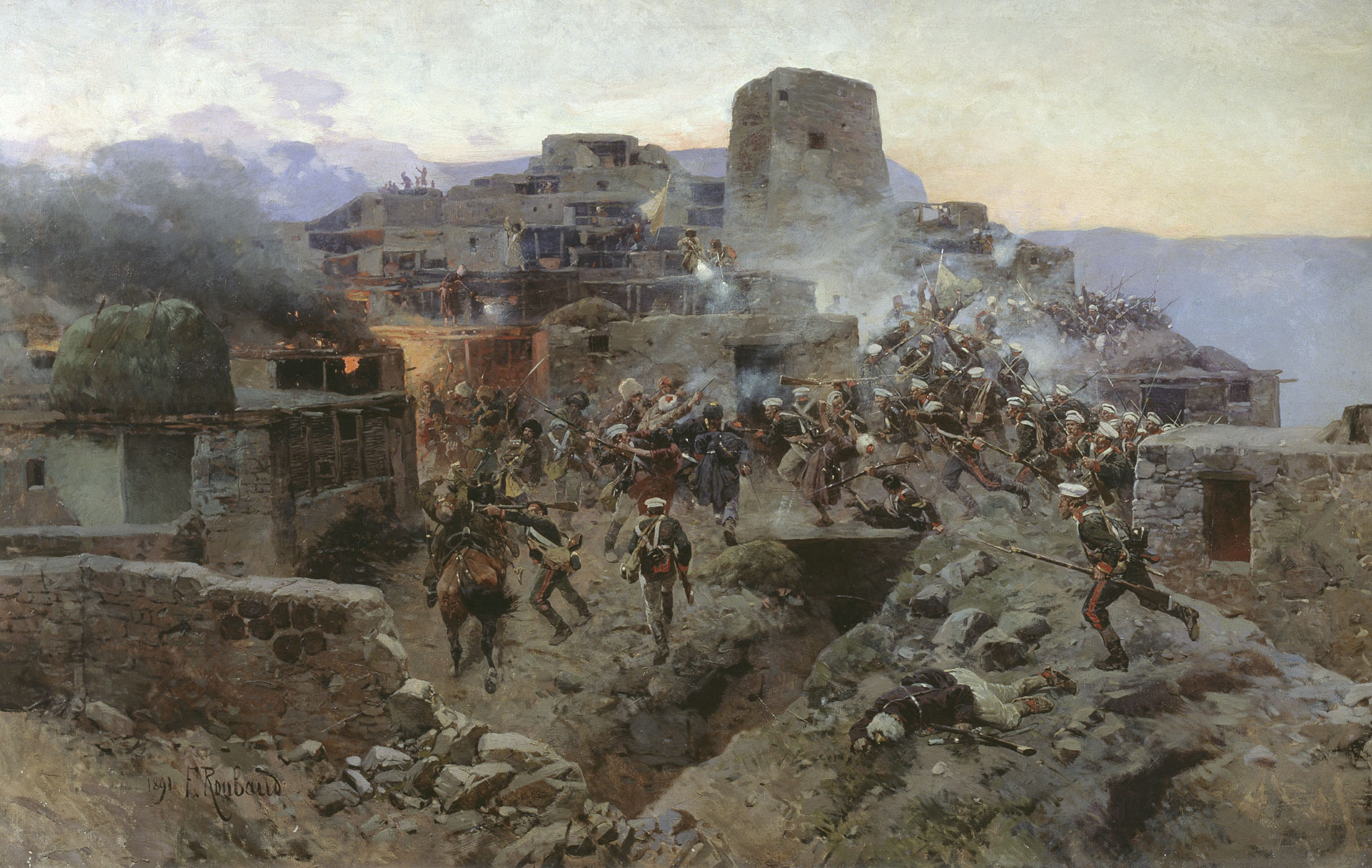
Штурм аула Гимры Ф. А. Рубо, 1891
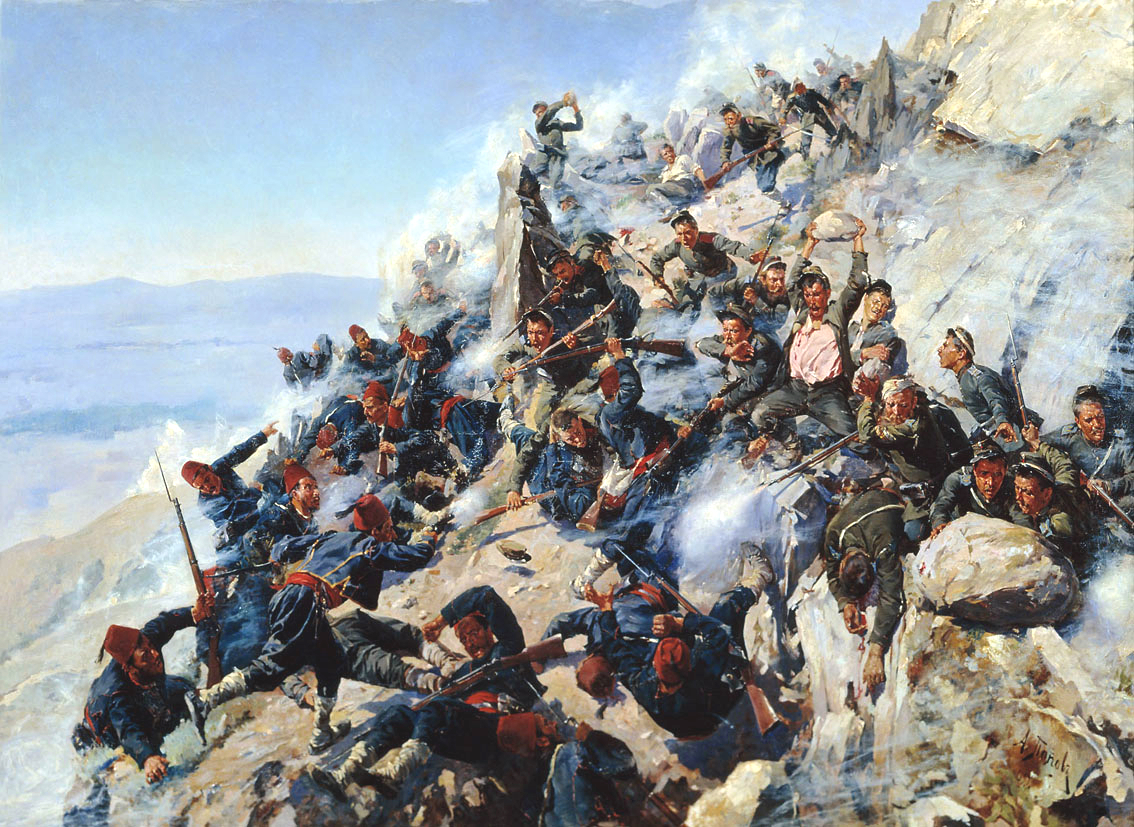
Оборона Шипкинского перевала А. Н. Попов, 1893
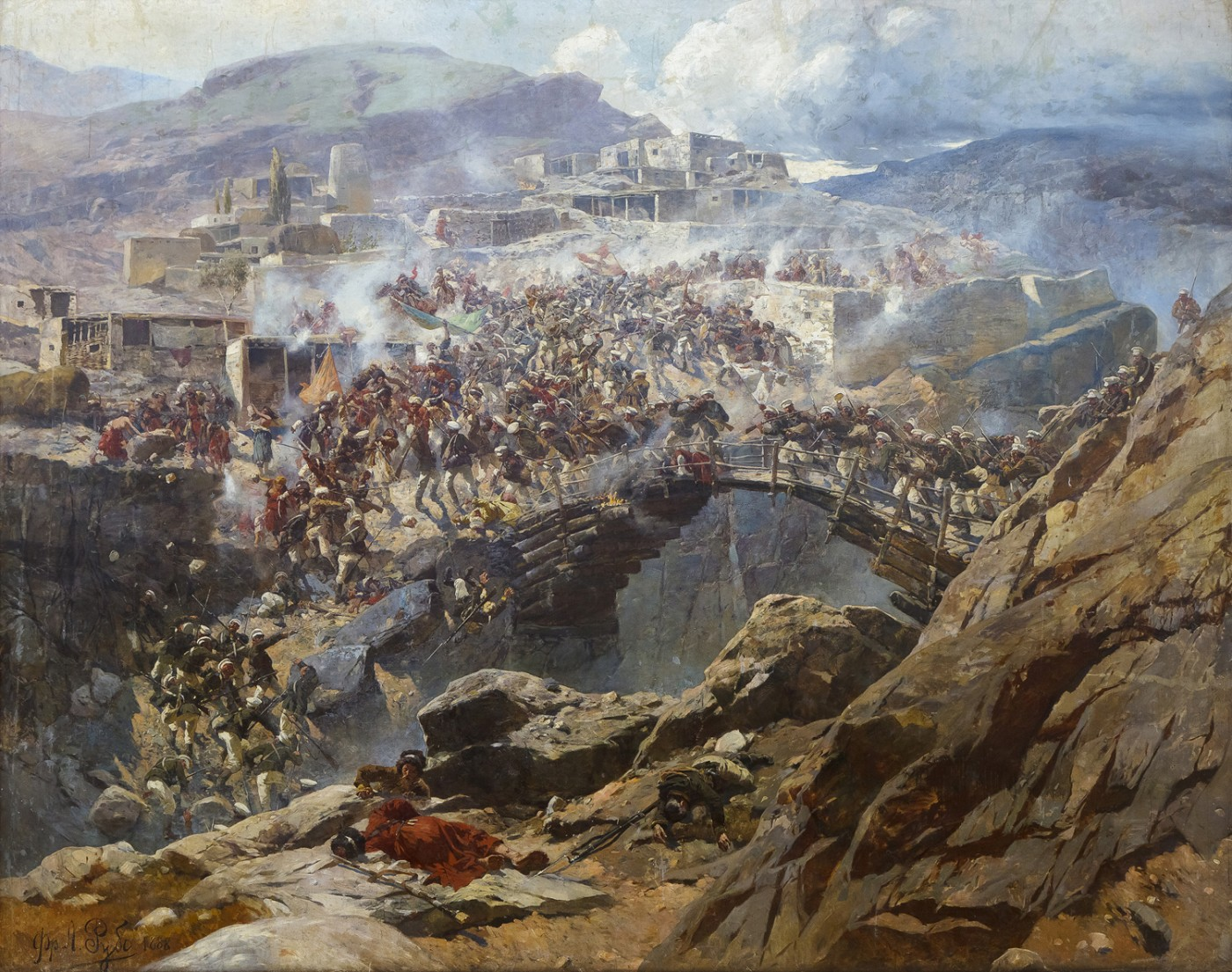
Штурм русскими войсками аула Ахульго Ф. А. Рубо, 1888
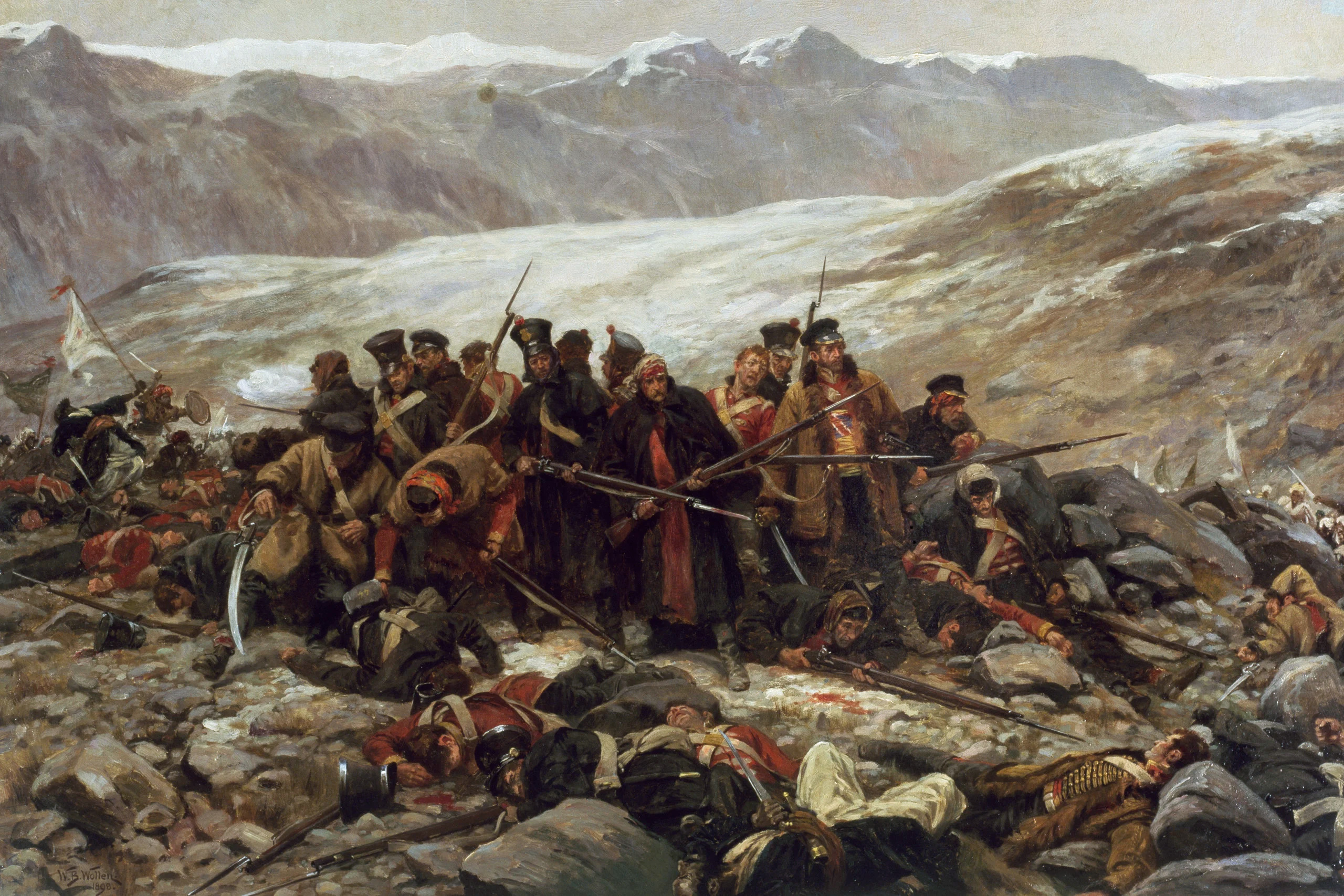
Последний бой британского 44-го пехотного полка около афганской деревни Гандмарк У. Б. Уоллен, 1898
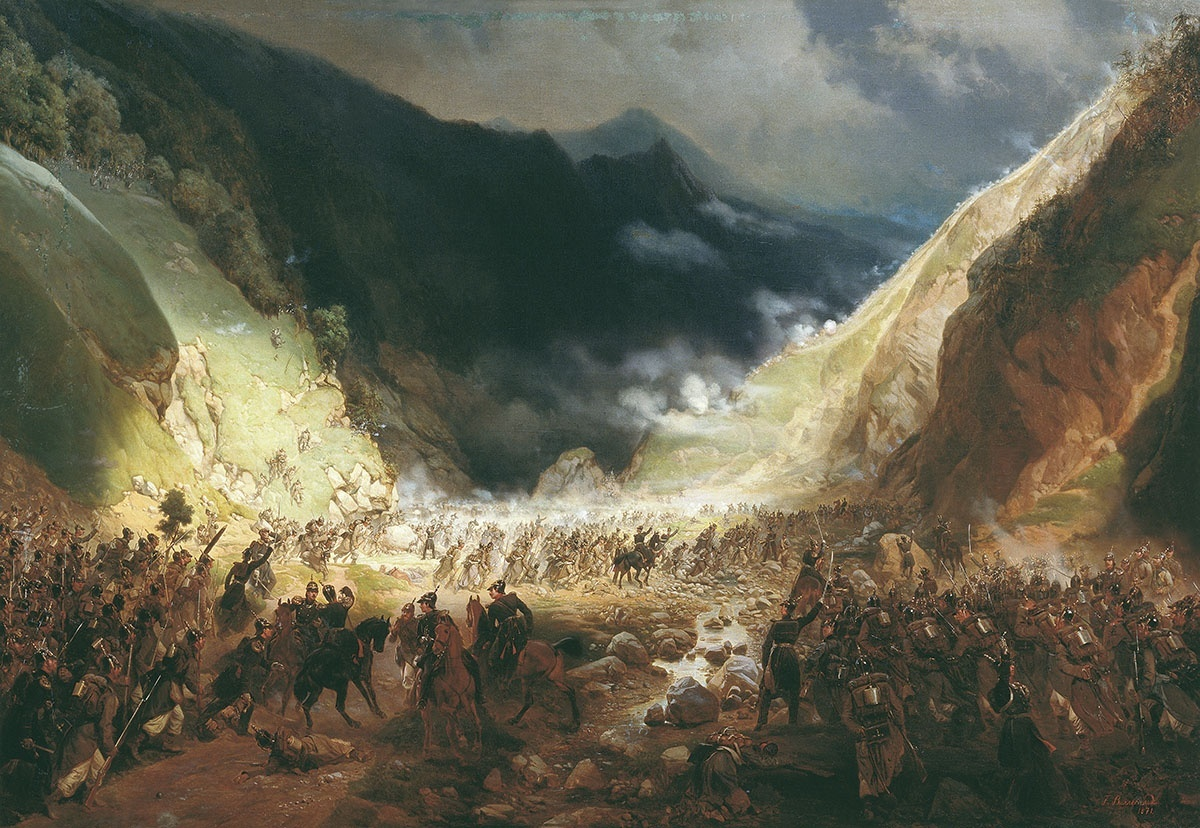
Бой в Роттентурмском ущелье Б. П. Виллевальде, 1871

## Дополнительные материалы

### Нормативные документы и руководства
- Оборона в горах // Боевой устав Сухопутных войск (Часть II). — Москва: Военное издательство, 1990. — С. 127-132. — 460 с.
- Наступление в горах // Боевой устав Сухопутных войск (Часть II). — Москва: Военное издательство, 1990. — С. 226-233. — 460 с.
- Тактика партизанской войны:краткое извлечение из пособия, подготовленного в Иране и распространённого среди мятежных групп в Афганистане // Солдат удачи : Ежемесячный журнал. — М.: ООО «Солдат удачи», 1995. — № 2. — С. 11-16. — ISSN 0201-7121.

- Chapter XI. Operations Under Special Conditions // Provisional Field Regulations for the Red Army. — USSR Report. Military Affairs. — Foreign Broadcast Information Service, 1986. — P. 95-99.